# 有组织非法盈利
Racketeering是指通过胁迫、詐騙、勒索或其他非法的统筹协调计划或行动（racket）来反复或持续获利的有組織犯罪行为，最典型的例子就是收“保护费”。
“Racketeering”在译成中文时常被译作“敲诈勒索”、“勒索”，但如今广义上的“racketeering”可以指任何反复或持续获利的犯罪计划或行动，许多与中文“敲诈勒索”含义无关的罪行也可以归为“racketeering”。例如在美国，根据《RICO法案》，诸如走私、卖淫、赌博、贩毒、洗钱、仿制、挪用公款、纵火、抢劫、谋杀、人口贩卖、恐怖主义行为等罪行也被归为“racketeering”。